# Трефілов Андрій Вікторович
Андрій Трефілов (рос. Андрей Трефилов, нар. 31 серпня 1969, Кірово-Чепецьк) — колишній російський хокеїст, що грав на позиції воротаря. Грав за збірні СРСР, СНД та Росії.
Олімпійський чемпіон — 1992.

## Ігрова кар'єра
Професійну хокейну кар'єру розпочав 1990 року.
1991 року був обраний на драфті НХЛ під 261-м загальним номером командою «Калгарі Флеймс». 
Протягом професійної клубної ігрової кар'єри, що тривала 17 років, захищав кольори команд «Динамо» (Москва), «Калгарі Флеймс», «Солт-Лейк Голден-Іглс», «Сент-Джон Флеймс», «Рочестер Американс», «Баффало Сейбрс», «Індіанаполіс Айс», «Ак Барс», «Детройт Вайперс», «Чикаго Блекгокс», «Чикаго Вулвс» та «ДЕГ Метро Старс».
Виступав за збірні СРСР, СНД та Росії.
Чемпіон СРСР та СНД у складі московського «Динамо» — 1991 та 1992.

## Інше
Після завершення кар'єри гравця проживає в Німеччині, де працює хокейним агентом.

## Статистика НХЛ
|         |         | Регулярний сезон | Регулярний сезон | Регулярний сезон | Регулярний сезон | Регулярний сезон | Регулярний сезон | Регулярний сезон | Регулярний сезон | Регулярний сезон | Регулярний сезон | Плей-оф | Плей-оф | Плей-оф | Плей-оф | Плей-оф | Плей-оф |
| Сезон   | Команда | І                | Хв               | В                | П                | Н                | ПГ               | СП               | КД               | %ВК              | ША               | І       | Хв      | В       | П       | ПГ      | СП      |
| 1992-93 | Калгарі | 1                | 65               | 0                | 0                | 1                | 5                | 4.62             | 34               | 87.2             | 0                | -       | -       | -       | -       | -       | -       |
| 1993-94 | Калгарі | 11               | 623              | 3                | 4                | 2                | 26               | 2.50             | 279              | 91.5             | 2                | -       | -       | -       | -       | -       | -       |
| 1994-95 | Калгарі | 6                | 236              | 0                | 3                | 0                | 16               | 4.07             | 114              | 87.7             | 0                | -       | -       | -       | -       | -       | -       |
| 1995-96 | Баффало | 22               | 1093             | 8                | 8                | 1                | 64               | 3.51             | 596              | 90.3             | 0                | -       | -       | -       | -       | -       | -       |
| 1996-97 | Баффало | 3                | 158              | 0                | 2                | 0                | 10               | 3.80             | 88               | 89.8             | 0                | 1       | 5       | 0       | 0       | 0       | 0.00    |
| 1997-98 | Чикаго  | 6                | 299              | 1                | 4                | 0                | 17               | 3.41             | 128              | 88.3             | 0                | -       | -       | -       | -       | -       | -       |
| 1998-99 | Чикаго  | 1                | 25               | 0                | 1                | 0                | 4                | 9.70             | 16               | 80.0             | 0                | -       | -       | -       | -       | -       | -       |
| 1998-99 | Калгарі | 4                | 162              | 0                | 3                | 0                | 11               | 4.08             | 73               | 86.9             | 0                | -       | -       | -       | -       | -       | -       |
| Усього  |         | 54               | 2660             | 12               | 25               | 4                | 153              | 3.45             | 1328             | 83.3             | 2                | 1       | 5       | 0       | 0       | 0       | 0.00    |